# Varvara Aleksejevna Jakovleva
Varvara Alexejevn Yakovleva, född 1880, död 1918, var en rysk-ortodox nunna. Hon var medlem i det kloster i Moskva som grundades och leddes av Elisabeth av Hessen (1864–1918). Hon arresterades under ryska revolutionen och avrättades i Alapajevsk. Hon räknas till martyrerna i Alapajevsk.